# Championnat du Swaziland de football 2012-2013
Navigation
Édition précédente Édition suivante
La saison 2012-2013 du Championnat du Swaziland de football est la trente-septième édition de la Premier League, le championnat national de première division au Swaziland. Les douze équipes engagées sont regroupées au sein d'une poule unique où elles affrontent deux fois leurs adversaires, à domicile et à l'extérieur. En fin de saison, les deux derniers du classement sont relégués et remplacés par les deux meilleures équipes de deuxième division.
C'est le club de Mbabane Swallows, tenant du titre, qui remporte à nouveau la compétition cette saison après avoir terminé en tête du classement final, avec onze points d'avance sur le Malanti Chiefs FC et douze sur Green Mamba. C'est le cinquième titre de champion du Swaziland de l'histoire du club, qui réalise même le doublé en s'imposant en finale de la Coupe du Swaziland face à Malanti Chiefs. La surprise vient du bas du classement avec la relégation en deuxième division du club de Mbabane Highlanders, 13 fois champion national et auteur d'une saison décevante.

## Participants
- Mbabane Highlanders
- Moneni Pirates
- Manzini Sundowns
- Manzini Wanderers
- Young Buffaloes FC
- Manzini Sea Birds FC - Promu de D2
- Masibini Red Lions FC
- Midas Mbabane City FC - Promu de D2
- Mbabane Swallows
- Malanti Chiefs FC
- Green Mamba
- Royal Leopards FC

## Compétition

### Classement
Le classement est établi sur le barème de points suivant : victoire à 3 points, match nul à 1, défaite à 0.
| Rang | Équipe                 | Pts | J  | G  | N  | P  | Bp | Bc | Diff |
| ---- | ---------------------- | --- | -- | -- | -- | -- | -- | -- | ---- |
| 1    | Mbabane Swallows'T'C   | 48  | 22 | 15 | 3  | 4  | 54 | 28 | +26  |
| 2    | Malanti Chiefs FC      | 37  | 22 | 10 | 7  | 5  | 42 | 33 | +9   |
| 3    | Green Mamba            | 36  | 22 | 10 | 6  | 6  | 37 | 26 | +11  |
| 4    | Moneni Pirates         | 35  | 22 | 9  | 8  | 5  | 26 | 20 | +6   |
| 5    | Young Buffaloes FC     | 34  | 22 | 8  | 10 | 4  | 31 | 26 | +5   |
| 6    | Manzini Sundowns       | 28  | 22 | 6  | 10 | 6  | 28 | 25 | +3   |
| 7    | Manzini Wanderers      | 28  | 22 | 7  | 7  | 8  | 22 | 25 | -3   |
| 8    | Royal Leopards FC      | 27  | 22 | 6  | 9  | 7  | 22 | 25 | -3   |
| 9    | Midas Mbabane City FCP | 24  | 22 | 6  | 6  | 10 | 19 | 28 | -9   |
| 10   | Manzini Sea Birds FCP  | 24  | 22 | 6  | 6  | 10 | 29 | 39 | -10  |
| 11   | Mbabane Highlanders    | 19  | 22 | 3  | 10 | 9  | 28 | 35 | -7   |
| 12   | Masibini Red Lions FC  | 13  | 22 | 3  | 4  | 15 | 17 | 45 | -28  |

|  | Qualification pour la Ligue des champions de la CAF 2014                                  |
|  | Relégation directe en deuxième division                                                   |
|  | T : Tenant du titre C : Vainqueur de la Coupe du Swaziland P : Promu de deuxième division |

## Bilan de la saison
| Championnat du Swaziland de football 2012-2013 |                             |
| Champion                                       | Mbabane Swallows (5e titre) |
| Coupes et trophées                             |                             |
| Vainqueur de la Coupe du Swaziland 2012-2013   | Mbabane Swallows            |
| Qualifications continentales                   |                             |
| Ligue des champions de la CAF 2014             | Mbabane Swallows            |
| Coupe de la confédération 2014                 | Aucun                       |
| Promotions et relégations                      |                             |
| Promus en Premier League                       | RSSC United                 |
| Promus en Premier League                       | Umbelebele/Jomo Cosmos      |
| Relégués en First Division League              | Mbabane Highlanders         |
| Relégués en First Division League              | Masibini Red Lions FC       |